# Tonna, Gotha
Tonna là một đô thị ở huyện Gotha, ở bang Thüringen, Đức. Đô thị này có diện tích 30,45 km², dân số thời điểm ngày 31 tháng 12 năm 2006 là 2915 người.